# FEAR 3
FEAR 3, graphié F.3.A.R., est un jeu vidéo de tir à la première personne américain, développé par Day 1 Studios et sorti en 2011 sur PC, Xbox 360 et PlayStation 3 .
Initialement prévu pour le mois d'octobre 2010, ce troisième volet de la licence FEAR, après FEAR (2005) et FEAR 2: Project Origin (2009), bénéficie finalement d'une sortie mondiale le 24 juin 2011.
Le jeu a bénéficié de l'aide de John Carpenter pour la réalisation des cinématiques et de Steve Niles pour l'écriture du scénario.

## Synopsis
Neuf mois après les événements des deux premiers jeux, Point Man est capturé par le personnel d'Armacham Security et interrogé dans un asile. Paxton Fettel interrompt l'interrogatoire et libère Point Man. Les deux forment une alliance précaire et s'échappent de l'asile à travers les bidonvilles.
Réquisitionnant un hélicoptère, Point Man et Fettel retournent à Fairport pour rejoindre le chef des opérations de la FEAR, Jin Sun-Kwon. À leur retour, la population civile qui a survécu a soit été rendue folle par l'activité paranormale des lieux, ou bien a été exécutée par le personnel d'Armacham. Après avoir lutté tout le chemin, les frères retrouvent avec succès Jin. Cette dernière leur diffuse une séquence vidéo enregistrée de Michael Becket, qui révèle son viol par Alma et la naissance imminente de son enfant.
En utilisant un transport automatique, Point Man et Fettel prennent d'assaut l'aéroport local pour intercepter Becket, tuant les derniers membres du personnel Armacham. Afin d'obtenir plus d'éléments de Becket, Fettel entre dans son esprit et révèle le passé de Becket à Point Man, pendant que Becket découvre l'identité de Point Man. La libération de Becket par Fettel s'avère ensuite fatale, provoquant son explosion.
La quête de Point Man et Fettel les mène ensuite à un ancien centre de formation utilisé des années auparavant par Harlan Wade pour étudier et développer des prototypes. Ils commencent par détruire les éléments associés à des souvenirs d'enfance pour infliger des dommages à l'apparition d'un écho persistant de Harlan Wade, connu sous le nom de The Creeper. Peu de temps après la destruction de l'apparition monstrueuse de Wade, deux fins sont possibles, en fonction de facteurs multiples:
- En mode un seul joueur, une bonne et une mauvaise fin concluent le jeu, selon que le joueur incarne Point Man ou Fettel. Si la partie est jouée en mode coopération, le joueur avec le score le plus élevé détermine la fin. La bonne fin montrera l'un des deux personnages surpasser l'autre en puissance et survivre à leur lutte finale.
- La fin Point Man le voit tirer trois fois dans la tête de Paxton Fettel et assister à sa combustion spontanée. Puis, lorsqu'il se dirige vers Alma, prêt à finir le travail, il remarque que son bébé est né avec succès. Le corps d'Alma disparaît ensuite, quand Point Man reçoit une transmission de Jin lui informant que tout est enfin terminé. Avec le bébé sur son bras gauche, il quitte la pièce.
- La fin Paxton Fettel voit Paxton entrer en possession du corps de Point Man et extraire en quelque sorte le bébé du corps gonflé d'Alma. Il promet d'élever l'enfant comme si c'était le sien, mais il met de côté lorsqu'il remarque Alma. Fettel se jette alors sur sa mère, la tue violemment puis la dévore.

## Personnages
Ce troisième opus de la série fait intervenir de nombreux personnages. 
- Point Man est le personnage incarné par le joueur dans le premier opus. Détenu dans un complexe sécurisé, il parvient à s'en évader grâce à l'aide de son frère Fettel et, ensemble, ils se lancent à la poursuite d'Alma. Point Man est un spécialiste du combat à l'arme à feu et au corps à corps.
- Paxton Fettel est le frère de Point Man. Comme lui, il a subi dans son enfance des expériences destinée à en faire un commandant dans la guerre de nouvelle génération, la guerre psychique. Au terme du premier FEAR, Point Man lui tira une balle dans la tête et Fettel n'est plus qu'un esprit, mais il dispose de pouvoirs psychiques redoutables.
- Jin Sun-Kwon est une responsable technique de l'unité FEAR et officie également comme support médical dans le groupe. Elle ne semble pas avoir d'entraînement au maniement des armes, mais elle s'avère précieuse pour guider Point Man dans sa quête.
- Harlan Wade, même s'il n'est pas physiquement présent dans le jeu, apparaît dans les nombreux flash-back qui assaillent Point Man. Ce scientifique travailla pour Armacham Technology Corporation pendant des décennies. C'est lui était chargé du projet Origin et qui décida de son arrêt.
- Les troupes d'Armacham sont constituées de mercenaires et de Replica. Les mercenaires sont les troupes légères, armées de pistolets-mitrailleurs, alors que les unités plus lourdes armées de fusils d'assaut, de fusils à pompe, de tireurs d'élite et de lanceurs de roquettes.
- Les Commandants de phase sont l'élite des troupes d'Armacham. Ils sont équipés d'une armure avancée et d'un système de détection des cibles. Même si leur rôle consiste surtout à guider et coordonner les troupes lancées à la poursuite de Point Man, il arrive parfois qu'ils engagent le combat eux-mêmes et se révèlent alors très dangereux. Ils ont la capacité de passer à travers les murs pour surprendre l'adversaire et sont armés de grenades aveuglantes et d'un fusil à fléchettes. Les commandants de phase sont particulièrement agressifs au combat et empêchent souvent leurs troupes de se replier, même lorsque la situation est désespérée, n'hésitant pas à maintenir la discipline par la menace. Outre leur équipement avancé, il est possible que les commandants de phase aient subi des modifications génétiques pour améliorer leurs capacités[3].

## Système de jeu
F.3.A.R. est un jeu de tir en vue subjective. 
Dans cet épisode de la série, le joueur peut incarner Point Man ou Fettel. En jouant Point Man, le joueur peut utiliser une grande variété d'armes à feu, des attaques au corps à corps et utiliser sa capacité à ralentir le temps pour prendre le dessus sur des ennemis plus nombreux. Il est également possible de se mettre à couvert derrière différents obstacles et de tirer en restant à l'abri. Toutefois, certaines protections peuvent finir par être détruites par les ennemis. 
Paxton Fettel est dépourvu d'armes à feu, mais dispose de pouvoirs psychiques lui permettant d'attaquer ses ennemis à distance, mais aussi de prendre le contrôle de leur corps. Dans ce cas, le joueur peut attaquer les ennemis de façon "classique", mais seulement pendant un temps limité. 
Lors de ses missions, le joueur à la possibilité de remplir des défis (abattre un certain nombre d'ennemis dans un ralenti, éliminer au corps à corps, réussir des tirs dans la tête, etc.) qui lui font gagner des points et monter de niveau. Chaque montée de niveau débloque de nouvelles capacités, comme une plus grande barre de vie, des temps de ralenti plus longs, etc. 